# 埃魁塔斯
埃魁塔斯（英語：Aequitas）。古罗马时代职司正义平等与公正的神祇之一。其事迹反映于相关古典作家之著述。亦出现于相关文物之中。